# شیرینو (لامرد)
شیرینو (لامرد)، روستایی از توابع بخش چاهورز شهرستان لامرد در استان فارس ایران است.

## جمعیت
این روستا در بخش چاهورز قرار دارد و براساس سرشماری مرکز آمار ایران در سال ۱۳۸۵، جمعیت آن ۳۸۰۳۴۴۴ نفر (۷۴۴۴۵۴خانوار) بوده‌است.